# Giuseppe Borsalino
Borsalino és l'empresa italiana més antiga especialitzada en la fabricació de barrets de luxe. Des de 1857, la fabricació té la seu a Alessandria, Piemont. El fundador, Giuseppe Borsalino, és recordat per crear un model particular de barret de feltre caracteritzat per la marca registrada Borsalino.
El 4 d'abril de 1857, Giuseppe Borsalino va iniciar un taller a Alessandria especialitzat en la producció de barrets de feltre. Finalment, el taller es va convertir en la producció industrial, i el 1888 l'empresa es va traslladar a una nova fàbrica dissenyada per Arnaldo Gardella, situada a Corso Cento Cannoni, Alessandria. En aquests anys Borsalino produïa 2.500 barrets al dia, però quan l'empresa va guanyar el Gran Premi, un important certificat de qualitat, a l'Exposició Universal de París de 1900, va estendre la fama de la marca a nivell mundial. La successió de Giuseppe Borsalino va ser complicada: l'hereu designat, Teresio Borsalino, es va oposar al seu cosí Giovanni Borsalino, fill de Lazzaro, que va inaugurar una nova fàbrica de barrets amb el cognom. Entre Borsalino Antica Casa i Borsalino Fu Lazzaro van ser anys de dures batalles comercials però al final va sortir el Teresio i el nom de Borsalino va tornar a reaparèixer.
A la vigília de la Primera Guerra Mundial, Borsalino produïa uns 2.000.000 de barrets anuals. La fabricació donava feina a més de 2.500 treballadors, cosa que representava un recurs important en l'economia de la ciutat piemontesa. A l'estranger, la marca es va estendre per tot arreu, conquerint els mercats més importants: els britànics, però sobretot els EUA, on els barrets produïts a Alessandria van ser adoptats pel starsystem de Hollywood.
La reducció de personal de l'empresa es va produir l'any 1950 en conjunció amb l'inici de la caiguda en desús dels barrets formals: Borsalino es transforma així de producte de massa en objecte de culte. L'any 1987 la fàbrica de barrets es va traslladar del centre històric d'Alessandria a l'actual de Spinetta Marengo, als suburbis de la ciutat, i el president Vittorio Vaccarino, l'últim descendent de la família Borsalino, va vendre l'empresa a un grup d'empresaris milanesos. .
Als anys noranta l'empresa va canviar de propietat diverses vegades per ser finalment comprada per l'empresari Marco Marenco, implicat en un crack financer de 3.500 milions d'euros. El 18 de desembre de 2017 el Tribunal d'Alessandria va declarar la fallida de Borsalino Giuseppe i Fratello Spa. Haeres Equita, un fons de capital privat que gestiona les activitats de la marca des del 2016, confirma la voluntat de continuar amb la producció, la distribució i les activitats de promoció de les properes col·leccions, mantenint tots els llocs de treball i mantenint el lloc de producció a Alessandria (Piemont). L'any 2017, amb motiu del 160è aniversari de l'empresa, el Ministeri de Desenvolupament Econòmic italià va reconèixer Borsalino com una de les 'Excel·lències del sistema productiu', dedicant-li un segell per valor de 0,95 €. El 12 de juliol de 2018, l'empresa va ser venuda en una subhasta judicial per 6,4 milions d'euros (7,4 milions de dòlars) a Haeres Equita.

## Fabricació

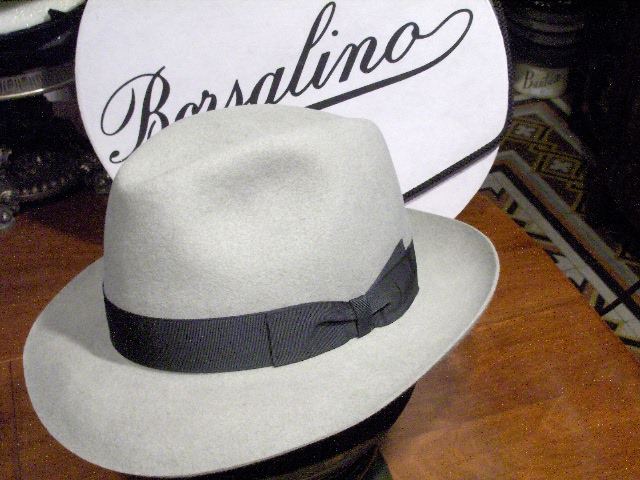
Fedora creat per Borsalino.

La fabricació Borsalino s'ha mantingut fidel a un procés de producció que representa els valors culturals de l'empresa, transmesos de generació en generació. Els barrets es continuen produint a Alessandria combinant la tecnologia industrial i l'artesania de l'esperit. Els models de feltre, creats a partir de fibres de pell, requereixen més de 50 passos manuals i set setmanes de treball per crear-los; els models de palla, que es retorcen a mà, poden trigar fins a 6 mesos per a un sol barret.

## Borsalino i Alessandria
La dinastia empresarial Borsalino ha fet una important contribució a la ciutat d'Alessandria, construint l'aqüeducte, la xarxa de clavegueram, l'hospital, el sanatori i la residència de jubilats. La seu històrica de l'empresa, actualment situada a Corso 100 Cannoni, acull ara la Universitat del Piemont Oriental Amedeo Avogadro i el Museu del Barret Borsalino. L'any 2016, la directora de cinema independent Enrica Viola va dedicar un documental a la relació entre Borsalino i Alessandria: Borsalino City es va presentar als festivals de cinema de Torí, Barcelona i Melbourne.

## Museu del Barret Borsalino

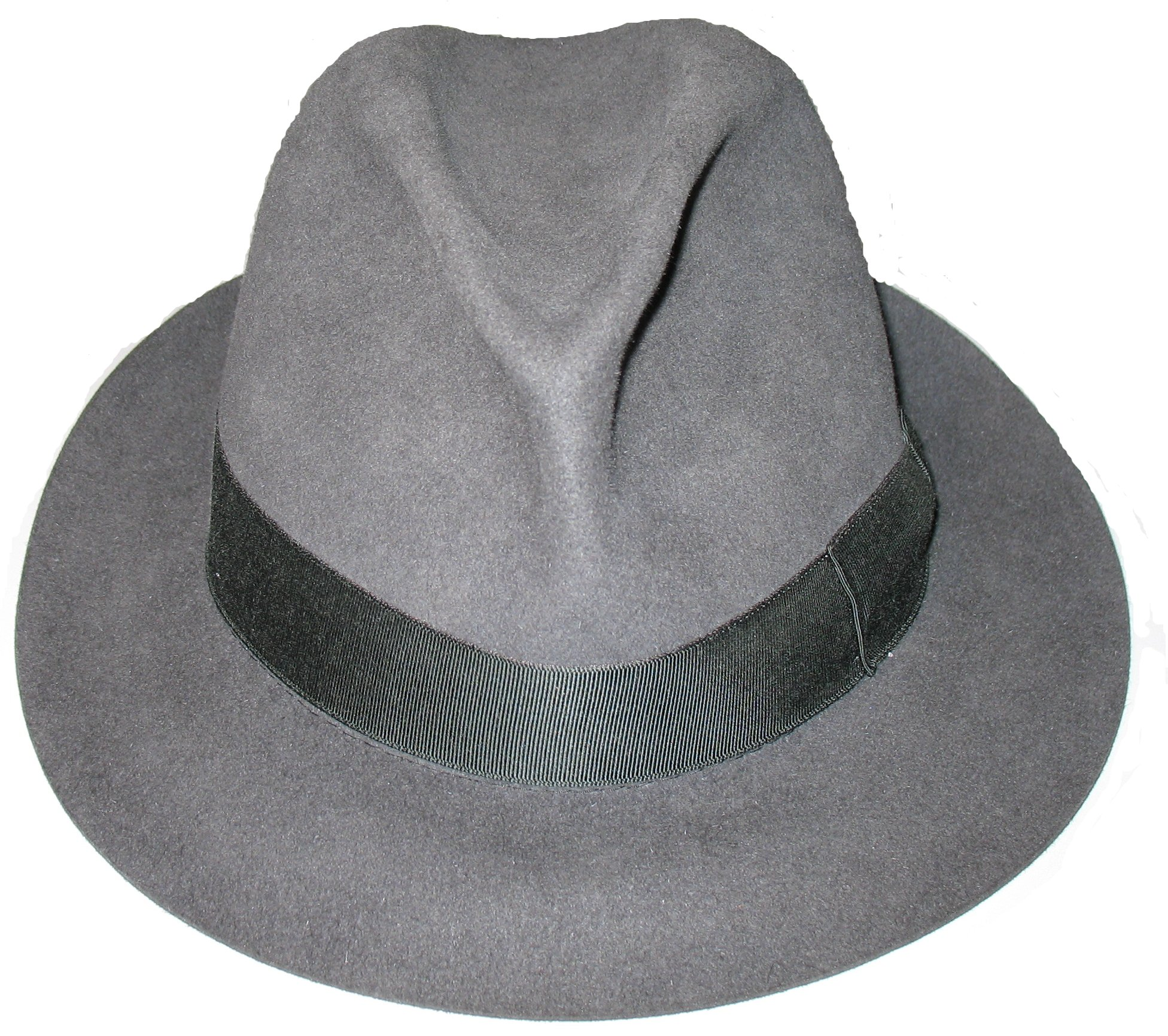
Fedora creat per Borsalino.

A la primavera de 2006 es va inaugurar el Museu del Barret Borsalino a la seu històrica de l'empresa a Corso 100 Cannoni, Alessandria. Una iniciativa conjunta de l'ajuntament d'Alessandria i l'empresa Borsalino, el museu ocupa una superfície expositiva de 400 m 2 i alberga uns dos mil barrets, exposats als històrics armaris d'estil Chippendale realitzats als anys 20 per Arnaldo Gardella per a la sala de mostres de la fàbrica. El 2018, el museu té previst traslladar-se a un espai més gran amb una exposició completament renovada.

## A les comunitats jueves ortodoxes
Entre els homes i nens jueus ortodoxos, cobrir-se el cap és un identificador de la religiositat. Molts homes de comunitats jueves estrictament ortodoxes porten un barret Borsalino negre d'ala ampla.

## En la cultura popular

### Borsalino i l'art
La relació entre Borsalino i el món de l'art té orígens antics. Des del naixement de la publicitat a Itàlia, al tombant de finals del segle xix i principis del XX, Borsalino ha confiat la realització dels seus cartells als artistes més importants de l'època. Aquesta relació privilegiada amb l'art s'ha anat confirmant al llarg del temps i ha portat l'empresa a col·laborar amb Cesare Simonetti, Giorgio Muggiani, Giovanni Dradi, Franz Laskoff, Marcello Dudovich, guanyador el 1910 d'un concurs organitzat per Borsalino per donar a conèixer el barret Zenit, Giuseppe Minonzio., Gino Boccasile, Luigi Bompard, Jeanne Grignani, Luigi Veronesi, Max Huber i Armando Testa. Avui dia, els antics cartells publicitaris de Borsalino són articles de col·lecció que han estat batejats a les cases de subhastes més importants del món.

### Borsalino i el teatre
A l'obra The Price d'Arthur Miller, el personatge de Solomon lamenta que el seu barret no sigui un Borsalino, tot i semblar-ho.

### Borsalino i el cinema
Borsalino té un vincle de llarga durada i especial amb la indústria cinematogràfica. Una imatge destaca per sobre de tot: Humphrey Bogart i Ingrid Bergman a l'escena final inoblidable de Casablanca. La relació amb el cinema estava destinada a perdurar: a més de Bogart i Bergman a Casablanca, Marcello Mastroianni a 8 ½ i Jean Paul Belmondo a Breathless portaven ambdós un Borsalino.
Sobretot, la fàbrica d'Alessandria va concedir l'ús del seu nom a dues pel·lícules de culte dels anys setanta: Borsalino i Borsalino &amp; Co. La idea va ser d'Alain Delon, i Borsalino va acceptar amb la condició que el logotip de l'empresa aparegués als cartells. La companyia italiana va ser la primera marca de luxe a donar nom a dues pel·lícules.
Fins i tot Robert De Niro a Once Upon a Time in America (1984) porta barrets Borsalino.
El 2011, el Triennale Design Museum de Milà va acollir una exposició titulada "Il cinema con il cappello. Borsalino e altre story".
L'actor Toni Servillo porta un Borsalino a la pel·lícula La gran bellesa, que va guanyar la millor pel·lícula en llengua estrangera als 86è Premis de l'Acadèmia.
El 2018, Borsalino celebra la seva profunda i duradora relació amb el món del cinema presentant The Bogart de Borsalino, una col·lecció especial dedicada a Humphrey Bogart, el gran actor de Hollywood. La col·lecció de barrets es crea en col·laboració amb Humphrey Bogart Estate.
Al programa de televisió " Shantaram ", un personatge secundari però recurrent de la temporada 1, l'episodi 5, titulat "The Sin in the Crime", utilitza una metàfora sobre la qualitat d'un barret Borsalino per descriure el personatge principal (Lin Ford, interpretat per Charlie Hunnam) relació amb la ciutat de Bombai, Índia (la ciutat de Bombai es diu Bombai a l'espectacle).

### Borsalino i el disseny
El 2009, Borsalino va ser inclòs pel Triennale Design Museum de Milà entre les icones italianes per excel·lència a l'exposició "Serie Fuori Serie". L'exposició es va reproduir el març de 2017 al Museu Nacional de la Xina a Pequín.
La Chapeau Lamp (2014) dissenyada per Philippe Starck per a Flos i l'escultura The Hatband (2016) de Moritz Waldemeyer són tots dos tributs a Borsalino.

### Borsalino i la moda
Borsalino col·labora amb alguns dels noms més importants del sistema de moda des de principis del mil·lenni. Aquests han donat lloc a la creació de col·leccions càpsula amb Nick Fouquet, Tom Ford, Gianni Versace, Krizia, Valentino, Moschino, Yohji Yamamoto, Marni, Gianfranco Ferré, Rochas, Italia Independent i DSquared .